# Slag bij Dara
De Slag bij Dara was een van de eerste veldslagen van de Iberische Oorlog die in 527 begon. De Perzische overmacht kon de Byzantijnen onder Belisarius niet verslaan.

## Achtergrond
De Byzantijnen hadden een fort gebouwd bij Dara, nabij de Perzische vesting Nisibis, maar aan de Byzantijnse kant van de grens. De Perzen waren van mening dat dit inging tegen het verdrag van 422, dat nieuwe vestingen in het grensgebied verbood, en eisten ontmanteling van het fort, maar de Byzantijnen weigerden. Toen in 527 de beide rijken opnieuw in oorlog raakten, werd het vanzelfsprekend een van de belangrijkste strijdpunten. Koning Kavad I wilde het fort belegeren. De jonge Byzantijnse legeraanvoerder Belisarius realiseerde zich dat hij een langdurig beleg niet zou kunnen uithouden, en verkoos de Perzen in een veldslag tegemoet te treden.

## Voorbereiding
Omdat de Byzantijnen in de minderheid waren, moesten ze een manier vinden om de Perzische cavalerie te kunnen opvangen. Belisarius liet grachten graven voor zijn linie met onderbrekingen die zijn cavalerie in staat moest stellen om tegenaanvallen te plaatsen als de gelegenheid zich zou voordoen. Zijn infanterie stelde hij op in het centrum als één blok met op zijn beide flanken bereden Hunnen. De reserve-eenheden, ook cavalerie, bleven achter de infanterie gevestigd om zo snel naar de linker-of rechterflank te kunnen oprukken moesten deze in de problemen komen. De Perzen vormden 2 linies, eerst de cavalerie met daarachter de infanterie, die kort achter elkaar zouden opereren.

## Slag bij Dara
De eerste dag van de slag begon met wat schermutselingen aan de Byzantijnse linkerflank: die zag de Perzen naderen en stelden zich defensief op achter de grachten. De Perzen, die het nutteloze van hun onderneming inzagen, trokken zich terug. De tweede dag arriveerde, in alle vroegte, een versterkingsleger van 10.000 soldaten dat afkomstig was van Nisibis (het huidige Nusaybin). De slag werd door de boogschutters aan weerskanten geopend. Dit was eerder gewoonte dan een weldoordachte strategie; de doeltreffendheid van de pijlen was op zo'n grote afstand zeer laag. De Perzen namen hierna het initiatief en lieten hun cavalerie naar voor stormen richting de rechterflank om nadien de linkerflank aan te vallen. De Perzen, gewapend met de lans, werden evenwel opgewacht door cavalerie-eenheden van de Hunnen, die gewapend waren met pijl en boog. Omdat de Perzische cavalerie niet onmiddellijk over de grachten kon, werd het op die manier bijna vernietigd.
Het is zelfs zo dat Belisarius zijn ruiters verbood om de vluchtende Perzen, in hoofdzaak infanterie, te achtervolgen en af te maken. Dit was de redding voor duizenden Perzen.

## Gevolg
De zege kon niet echt geconsolideerd worden daar de Byzantijnen eerst de Slag bij Satala in 530 nog wel wonnen, maar vervolgens in 531 bij Callinicum verslagen werden door de Perzen. De Byzantijnse keizer Justinianus was genoodzaakt een zware knieval te doen om een vrede met de Perzen te bewerkstelligen.